# Friedrich Rintelen (Jurist)

Friedrich Rintelen

Friedrich Ferdinand Ludwig Rintelen (* 24. Mai 1836 in Arnsberg; † 13. Mai 1907 in Fiume) war ein deutscher Jurist und Politiker.

## Leben
Friedrich Rintelen war ein Vetter von Viktor Rintelen. Er studierte Rechtswissenschaften in Bonn und Heidelberg. Danach absolvierte er den üblichen juristischen Vorbereitungsdienst. Anschließend war er ab 1865  Kreisrichter in Witten. Ab 1867 war er Spezialkommissar in Höxter und Arnsberg. Im Jahr 1872 wurde er zum Regierungsrat ernannt. Im Jahr 1875 wurde er Generalkommissar in Frankfurt an der Oder. Ab 1879 war er „Hilfsarbeiter“ (eine Art Assistent) am Revisionskollegium für Landeskultursachen. Im Jahr 1881 wurde er zum Geheimen Kulturgerichtsrat ernannt und wechselte kurze Zeit später im Rang eines Geheimen Regierungsrates ins preußische Landwirtschaftsministerium. Er wurde 1884 zum Geheimen Oberregierungsrat ernannt und wurde 1886 Reichsgerichtsrat. Im Jahr 1896 wurde er zum Präsidenten des Oberlandeskulturgerichts ernannt.
Von 1870 bis 1871 war er Mitglied des Preußischen Abgeordnetenhauses, wo er den Wahlkreis Regierungsbezirk Minden 4 (Warburg-Höxter) vertrat. Er gehörte dem Zentrum an. 1901 verlor er die Ersatzwahl im Wahlkreis Duisburg-Mühlheim-Ruhrort gegen Wilhelm Beumer. Ab 1901 war er Präsident der Caritas in Berlin. Im Jahr 1905 wurde ihm das Ehrenbürgerrecht der Stadt Arnsberg verliehen.